# دلبستگی (فیلم ۲۰۱۹)
دلبستگی (به انگلیسی: Belonging) فیلمی به کارگردانی بوراک چویک محصول سال ۲۰۱۹ است.

## داستان
تریلری معاصر است که یک پرونده جنایی را موشکافی می‌کند. از زبان مردی با صدایی خارج از قاب، با لحنی سرشار از اعتمادبه‌نفس، ماجرای قتلی را می‌شنویم. مرد مادر زن آینده خود را به خواست دخترش که معشوقه اوست، با کمک یک قاتل مزدبگیر کشته‌است و علت هم چیزی نیست جز مخالفت مادر دختر با رابطه این دو نفر. تمام چیزی که در فیلم می‌بینیم، لوکیشن‌هایی است که در این تراژدی دخیل هستند: یک آپارتمان کوچک، ایستگاه اتوبوسی در آنکارا، پارکینگ، راهرو، تخت‌خواب مقتول و…
در راه برگشت به استانبول، اتوبان در شب به پرده‌ای تبدیل می‌شود که درون تیره و تار انسانی که موجودی را به قتل رسانده، بر آن منعکس می‌شود. سپس فیلم زاویه دید خود را عوض می‌کند و نشان می‌دهد این زن و مرد چگونه با هم آشنا شده‌اند و چه اتفاقاتی پیش از قتل رخ داده‌است.

## جشنواره جهانی فیلم فجر
این فیلم در بخش سینمای سعادت (مسابقه بین‌الملل) سی و هفتمین جشنواره جهانی فیلم فجر حضور داشت. این جشنواره از ۲۹ فروردین تا ۶ اردیبهشت ۱۳۹۸ در شهر تهران برگزار شد.